# Остаци Горње и Доње тврђаве у Старом Сланкамену
Остаци Горње и Доње тврђаве у Старом Сланкамену су остаци средњовековног града који се налазе на десној обали Дунава. Остаци тврђаве имају статус споменика културе од великог значаја.

## Историјат и истраживање
Систематским истраживањима од 1955–1958. године утврђено је да су средњовековни бедеми подигнути над римским зидовима и да прате основу античког каструма. Откривени су слојеви раноримског насеља и остаци утврђења из 4. века. У досадашњој литератури уобичајено је навођење да је овде био римски логор Acumincum, али су новија проучавања указала да је то погрешно. Као Castrum Zalankemen помиње се 1072. године. Почетком 15. века припадао је српским деспотима Лазаревићима и Бранковићима. У то време у Сланкамену се налазио један од важнијих преписивачких центара. Од града су остале рушевине Горње и Доње тврђаве из друге половине 15. века. На источном зиду сачуване су по једна правоугаона и полукружна кула.
Турци су град заузели 1521. године, а затим се често помиње у Аустро-турским ратовима, поред осталог и као поприште битке код Сланкамена, 1691. године, у којој је аустријска војска под заповедништвом Лудвига Баденског победила турску војску.
У непосредној околини тврђаве налазе се локалитети Хумка, Танацков салаш и Дугореп, на којима су констатовани културни слојеви од праисторије до средњег века.